# Іван Сичевський
Іван Сичевський (1710-ті — бл. 1784, Київ) — війт Києва в 1753–1766 роках.

## Біографія
Походив з впливової київської міщансько-козацької родини Сичевських (Сичевичів). Син Степана Сича (Сичевича), старшого лавника київського магістрату, сотника, згодом протопопа церкви Спаса Преображення на Подолі. Народився наприкінці 1710-х років. Спочатку служив канцеляристом у Генеральній військовій канцелярії. Потім продовжив службу у Санкт-Петербурзі. Спочатку поручиком гренадерської роти Преображенського лейб-гвардії полку, яким опікувалася імператриця Єлизавета I. Дослужився до секунд-майора.
1751 року після смерті київського війта Павла Войнича гетьман Кирило Розумовський домігся видання імператорського наказу щодо підпорядкування магістрату гетьманській владі, внаслідок чого почався тривалий конфлікт. Водночас Розумовський намагався підшукати вірного війта. У 1753 році домігся обрання таким Івана Сичевського, якого 1754 року рішенням Сенату затверджено на цій посаді.
Після цього став отримати кошти від магістрату або брав позику під гарантії останнього, за рахунок яких робив подарунки (гриби та рибу) російським чиновникам та гетьману Розумовському. 1755 року призначив субделегатом (виконувачем обов'язків війта) свого родича Василя Гудиму. Ймовірно Сичевський затримався в Санкт-Петербурзі, оскільки чекав на іменний наказ імператриці, який було отримано 31 грудня 1755 року.
Втім, лише в лютому 1756 року Іван Сичевський перебрався до Києва, де офіційно вступив на посаду війта. Одразу повівся як господар: підписувався як определенный війт, а не упривилиованный, як це було раніше; наказав зробити ревізію обрахунків, починаючи з 1730 року (члени магістрату вважали це незаконним, визначаючи за війтом лише судову владу); звинувачував членів магістрату в різних зловживаннях.
1759 року в Хоролі одружився з представницею козацького роду Родзянок, оселився на Подолі в парафії церкви Миколи Набережного. Оскільки Сичевський був креатурою гетьмана та спирався на його підтримку, то це призвело до конфлікту з магістратом. Основною була боротьба за контроль за київською економією, яка давала найбільший зиск. Водночас невдоволення викликали дії війта з розширення власний володінь навколо Києва.
Разом з тим війт продовжував практику попередників щодо отримання підтвердження магдебурзького права для Києва. 1760 року Єлизавета I надала Києву нову грамоту на магдебурзьке самоврядування. Того ж року війт домігся заборони втручання генерального судді в судові справи міста.
1762 року очолив делегацію до нового імператора Петра III з наміром отримати підтвердження старовинних прав. Натомість 20 травня того ж року імператор видав наказ щодо підпорядкування магістрату і міста владі гетьмана. Невдовзі після повернення даної депутації в Києві стало відомо про заколот та прихід до влади Катерини II.
Втім, конфлікт з магістратом тривав. Представники останнього (6 бурмістрів, 2 райці, 14 шафарів, 4 лавника, 4 інстигатори, старости 12 цехів), скористалися сходженням на трон Катерини II, до якої спрямували 1763 року скаргу на Сичевського як «явного київським магістрату і громадянам недоброхота і шкідника». Так, за свідченням магістратських урядників, вимагав панщини від мешканців сіл Пріорки, Сирця і Куренівщини «с принуждением, граблением и побоями». Також було звинувачено в марнотратстві та використані міських коштів для власних потреб, нав'язуванні магістратським шинкам купляти горілки з винокурень Сичевського.
У свою чергу Сичевський почав вимагати від магістрату, щоб той послав гетьману копії жалуваних грамот. Це було зроблено, але війту здалося замало, і він почав вимагати від магістрату надіслати гетьманові оригінальні грамоти. Проте магістрат рішуче відмовився зробити це. Тоді Сичевський висловив сумнів щодо точності копій, і Розумовський прислав до Києва з перевіркою військового канцеляриста Йосипа Туманського. Останній разом з війтом з'явилися в магістрат, наказали перенести скрині з грамотами зі скарбової до судової палати, наклали на скрині свої печатки і поставили біля них караул з київських козаків. Така їх поведінка надзвичайно обурила міщан. Вони великою масою посунули до судової палати й почали бити козаків. Залунали крики «убьем войта, а грамот забирать не допустим». Довелося віднести грамоти знову до скарбової палати і припинити перевірку. Розлючений Іван Сичевський поскаржився на те гетьманові. Останній наказав заарештувати багатьох членів магістрату та скинути їх з посад. А ті й собі поскаржились до Сенату з проханням звільнити Сичевського з війтівства, а разом і місто з-під гетьманської влади
У травні 1764 року розпочався судовий процес, що розглядав скарги магістрату на війта. 29 вересня 1764 року війт отримав грамоту, яка підтверджувала грамоту 1762 року щодо підпорядкування міста гетьманові. Але 15 листопада того ж року гетьманство було скасовано, внаслідок чого відновлено самостійність київського магістрату. Цим скористалися його члени для нової скарги на війта. Зрештою імператорським наказом його було звільнено з посади в січні 1766 року.
Подальша доля невідома. Остання письмова згадка про нього відноситься до 1770 року. Ймовірно, помер близько 1784 року.

## Родина
Дружина — Софія, донька Яреми Родзянки, Миргородського полкового обозного.